# Justice League (film)
Justice League är en superhjältefilm från 2017 baserad på DC Comics superhjälteteam med samma namn. Den är den femte delen i det gemensamma filmuniversumet DC Extended Universe. Filmen regisserades av Joss Whedon, utifrån ett manus av Chris Terrio och Joss Whedon, som innehåller en ensemble av skådespelare, däribland Ben Affleck, Henry Cavill, Gal Gadot, Ezra Miller, Jason Momoa, Ray Fisher, Amy Adams, Jeremy Irons, Diane Lane, Connie Nielsen, Amber Heard och J.K. Simmons. Filminspelningen av Justice League inleddes den 11 april 2016. Den stora skurken i filmen är Steppenwolf.
Filmen hade biopremiär i USA den 17 november 2017.

## Synopsis
Efter händelserna i Batman v Superman: Dawn of Justice, sätter Bruce Wayne och Diana Prince ihop en grupp av superhjältar för att möta ett katastrofalt hot från Steppenwolf och dennes armé av Parademoner som letar efter tre Mother Box på Jorden.

## Rollista
- Ben Affleck – Bruce Wayne / Batman
- Henry Cavill – Clark Kent / Superman[3]
- Amy Adams – Lois Lane
- Gal Gadot – Diana Prince / Wonder Woman
- Ezra Miller – Barry Allen / The Flash[4]
- Jason Momoa – Arthur Curry / Aquaman
- Ray Fisher – Victor Stone / Cyborg
- Jeremy Irons – Alfred Pennyworth[5]
- Diane Lane – Martha Kent
- Connie Nielsen – Drottning Hippolyta
- J.K. Simmons – Kommissarie James Gordon
- Ciarán Hinds – Steppenwolf (röst)[6]
- Amber Heard – Mera
- Joe Morton – Silas Stone
- Billy Crudup – Henry Allen
- Jesse Eisenberg – Lex Luthor (cameo)
- Joe Manganiello – Slade Wilson / Deathstroke (cameo)

## Produktion

### Utvecklingsfas
I februari 2007 tillkännagavs det att Warner Bros. hade anlitat det äkta paret Michele och Kieran Mulroney för att skriva ett manus för en Justice League-film. Nyheten publicerades i samma veva som Joss Whedons Wonder Woman-film hade lagts i malpåse, och en The Flash-film med manus och regi av David S. Goyer. Filmen, vars titel var Justice League: Mortal, lämnades in i manusform av Michele och Kiernan Mulroney till Warner Bros. i juni 2007, och fick positiv respons, vilket fick studion att omedelbart sätta filmen i produktion med hopp om att börja filma innan den stora manusförfattarstrejken bröt ut. Warner Bros. var vid denna tidpunkt inte villiga att satsa på en uppföljare till Superman Returns, då denna film var en besvikelse när det kom till hur många biljetter som såldes. Brandon Routh fick inte frågan att reprisera sin roll som Stålmannen i Justice League: Mortal, vilket även gällde Christian Bales Batman från Batman Begins. Syftet från studions sida var att Justice League: Mortal skulle vara starten på en ny filmfranchise som skulle avknoppas som separata uppföljare och spin-offer. Kort efter att inspelningarna av The Dark Knight hade avslutats, kommenterade Bale i en intervju projektet: "It’d be better if it doesn't tread on the toes of what our Batman series is doing," though he personally felt it would make more sense for Warner Bros. to release the film after The Dark Knight Rises. Jason Reitman var studions förstahandsval för att regissera Justice League, men tackade nej, med anledning av att han såg sig själv som en oberoende filmskapare och föredrog att hålla sig borta från de storbudgeterade superhjältefilmerna. George Miller anlitades som regissör i september 2007, tillsammans med Barrie Osbourne som skulle producera filmen med en budget som var beräknad till 220 miljoner $.
Den följande månade testades 40 skådespelare för rollerna som superhjältarna, däribland Joseph Cross, Michael Angarano, Max Thieriot, Minka Kelly, Adrianne Palicki och Scott Porter. Millers plan var att anlita yngre skådespelare i rollerna då han ville att de skulle "växa" in sig rollerna. D.J. Cotrona fick rollen som Stålmannen, tillsammans med Armie Hammer som Batman. Jessica Biel tackade senare nej till rollen som Wonder Woman. Andra skådespelerskor som var i samtal för rollen var bland and Teresa Palmer och Shannyn Sossamon, tillsammans med Mary Elizabeth Winstead, som bekräftade att hon hade testats för rollen. I slutändan blev det Megan Gale som fick rollen som Wonder Woman, medan Palmer fick rollen som Talia al Ghul, som Miller sade skulle ha en rysk bakgrund. I manuset för Justice League: Mortal återfanns John Stewart som Green Lantern, en roll som från början var tilltänkt för Columbus Short. Rollen gick istället till hip hop-artisten och rapparen Common, med Adam Brody som Barry Allen / The Flash, och Jay Baruchel som huvudskurken Maxwell Lord. En av Millers samarbetspartner Hugh Keays-Byrne hade fått en okänd roll som ryktades vara Martian Manhunter. Aquaman hade vid tillfället inte blivit tillsatt. Marit Allen anlitades som filmens kostymör innan hennes bortgång i november 2007, och de ansvariga för att producera kostymerna blev Weta Workshop.
Oturligt nog bröt manusförfattarstrejken ut samma månad och produktionen stoppades. Warner Bros. var tvungna att låta skådespelarnas kontrakt att löpa ut, men utvecklingsfasen fortsatte dock och påskyndades ännu en gång i februari 2008 när strejken blåstes av. Både Warner Bros. och Miller ville dra igång inspelningarna på en gång, men produktionen försenades tre månader. Från början var det tänkt att majoriteten av Justice League: Mortal skulle ha spelats in vid Fox Studios Australia i Sydney, samt andra platser i närheten vid lokala högskolor, och Sydney Heads som skulle föreställa Happy Harbor. Australian Film Commission hade också något att säga till om när det kom till rollbesättningen, vilket banade vägen åt George Miller att anlita Gale, Palmer och Keays-Bryne, samtliga var hemmahörande i Australien. Övrig produktionspersonal utgjordes helt av australier, men Australiens regering nekade Warner Bros. en skatterabatt på 40 procent då de ansåg att produktionen inte hade anlitat tillräckligt många australiska skådespelare. Miller var frustrerad över detta och kommenterade det: "A once-in-a-lifetime opportunity for the Australian film industry is being frittered away because of very lazy thinking. They're throwing away hundreds of millions of dollars of investment that the rest of the world is competing for and, much more significantly, highly skilled creative jobs." Produktionen flyttade istället till Vancouver Film Studios i Kanada. Filminspelningens start fördröjdes till juli 2008, medan Warner Bros fortfarande var säkra på att de kunde släppa filmen till sommaren 2009.
Filmen fortsatte dock att försenas gång på gång och efter de stora framgångarna som filmen The Dark Knight rönte i juli 2008, beslöt sig Warner Bros. för att fokusera på att utveckla fristående filmer med deras huvudhjältar, vilket tillät Christopher Nolan att separat slutföra sin Batman-trilogi med The Dark Knight Rises som hade premiär 2012. Gregory Noveck, som var reativ chef för DC Entertainment uttalade sig angående filmens status: "we’re going to make a Justice League movie, whether it’s now or 10 years from now. But we’re not going to do it and Warners is not going to do it until we know it’s right.” Actor Adam Brody joked "They [Warner Brothers] just didn’t want to cross their streams with a whole bunch of Batmans in the universe."

#### DC Extended Universe
Enligt sin nya strategi återgick Warner Bros. till att återuppliva produktionen för en fristående Green Lantern-film, som hade premiär 2011 som ett misslyckande både finansiellt och hos kritiker. Samtidigt fortsatte filmatiseringarna av The Flash och Wonder Woman att tyna bort i utvecklingsstadiet medan inspelningarna av en reboot av Stålmannen inleddes år 2011 med titeln Man of Steel, och som producerades av Nolan och skrevs av Batman-författaren David S. Goyer. Kort efter att inspelningarna av Man of Steel hade avslutats, anlitade Warner Bros Will Beall för att skriva ett manus för en ny Justice League-film. Warner Bros. chef Jeff Robinov sa om Man of Steel: "setting the tone for what the movies are going to be like going forward. In that, it's definitely a first step." Filmen innehöll referenser till att det finns andra superhjältar i DC Universumet, och sätter tonen för ett gemensamt fiktivt universum med DC:s seriefigurer. Enligt Goyer skulle Green Lantern medverka i en framtida film, som i sin tur skulle vara en rebootad version av superhjälten som inte skulle vara kopplad till filmen från 2011.
I samband med premiären av Man of Steel i juni 2013, anlitades Goyer för att skriva manus för en uppföljare samt för en ny version av Justice League, då Bealls utkast hade lagts på hyllan. Senare tillkännagavs det att i uppföljaren Batman v Superman: Dawn of Justice skulle Ben Affleck medverka som Batman och Gal Gadot som Wonder Woman. Universumet är separat från Nolans och Goyers The Dark Knight Trilogy, trots att Nolan fortfarande var involverad som en exekutiv producent för Batman v Superman. I april 2014 tillkännagavs det att Zack Snyder även skulle regissera Goyers Justice League-manus. I juli samma år kom det uppgifter om att Warner Bros. uppvaktade Chris Terrio om att skriva om manuset till Justice League, efter att ha blivit imponerade över dennes omskrivning av manuset till Batman v Superman: Dawn of Justice. Den 15 oktober 2014 tillkännagav Warner Bros. att filmen skulle släppas i två delare, där Part One skulle ha premiär den 17 november 2017 medan Part Two skulle ha premiär den 14 juni 2019, samt att Snyder skulle regissera båda filmerna. I början av juli 2015 avslöjade EW att manuset till Justice League Part One hade slutförts av Terrio.

### Rollbesättning

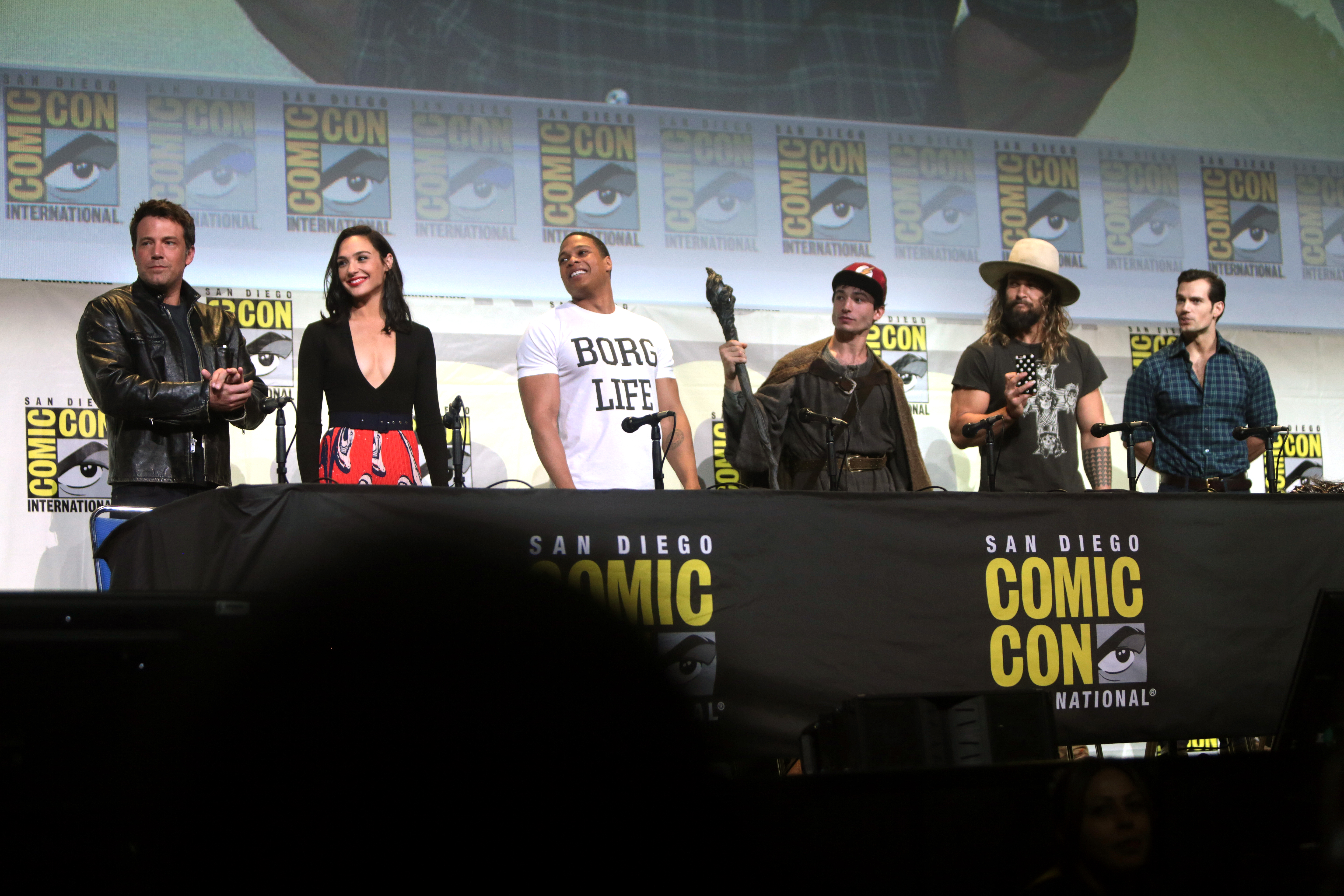
Ben Affleck, Gal Gadot, Ray Fisher, Ezra Miller, Jason Momoa och Henry Cavill vid 2016 års San Diego Comic-Con International för att marknadsföra Justice League.

I april 2014 blev det klart att Ray Fisher hade fått rollen som Victor Stone / Cyborg och att han skulle ha en cameo i Batman v Superman: Dawn of Justice som senare skulle bli större roll i Justice League. Henry Cavill, Ben Affleck, Gal Gadot och Amy Adams skulle reprisera sina roller från Batman v Superman: Dawn of Justice. I oktober 2014 blev det känt att Jason Momoa fått rollen som Arthur Curry / Aquaman och även skulle debutera i en cameo i Dawn of Justice. Den 20 oktober 2014 bekräftade Momoa till nyhetssidan ComicBook.com att Justice League-filmen skulle komma först och att det var detta som han förberedde sig för, samt att han inte kände till om den fristående Aquaman-filmen skulle utspela sig för eller efter Justice League. Han trodde att det kanske skulle bli en ursprungshistoria där vi skulle får reda på var Aquaman kommer ifrån. Den 13 januari 2016 avslöjade The Hollywood Reporter att Amber Heard var i förhandlingar för att medverka i filmen som Aquamans kärlek Mera.
I mars 2016 bekräftade producenten Charles Roven att Green Lantern inte skulle medverka i en film innan Justice League Part Two, samt uppgav att de: "could put Green Lantern in some introduction in Justice League 2, or barring that, a movie after." Samma månad rapporterade The Hollywood Reporter att J.K. Simmons fått rollen som kommissarie James Gordon, och Heard blev bekräftad som Mera i filmen. Även Amy Adams bekräftade att hon skulle reprisera sin roll som Lois Lane i båda Justice League-filmerna. Månaden därefter bekräftade Simmons att han skulle spela Gordon. I april 2016 rapporterade The Hollywood Reporter att Willem Dafoe hade fått rollen som Nuidis Vulko. Dafoes scener klipptes slutligen bort från bioversionen av filmen. Trots att hans rollfigur dog i Dawn of Justice, bekräftade Cavill att han skulle återkomma till rollen i båda Justice League-filmerna. I maj 2016 bekräftade Jeremy Irons att han skulle medverka som Alfred Pennyworth. Samma månad bekräftade även Jesse Eisenberg att han skulle återkomma till sin roll som Lex Luthor.

### Inspelningarna
I juli 2015 tillkännagavs det att inspelningarna skulle inledas under våren efter det att Wonder Woman avslutat sina inspelningar. Huvudinspelningarna för Part One inleddes den 11 april 2016, som är förlagda till Warner Bros. Studios, Leavesden i sydöstra England, samt även på flera platser kring London, Skottland och Island. Snyders filmfotograf Larry Fong ersattes av Fabian Wagner till följd av en schemakrock. Det blev även klart att Affleck skulle tjänstgöra som exekutiv producent för filmen. I maj 2016 tillkännagavs det att Geoff Johns och Jon Berg skulle producera Justice League-filmerna samt kommer att basa över DC Extended Universe efter det blandade mottagandet från Batman v Superman: Dawn of Justice. Samma månad uppgav Irons att handlingen i Justice League skulle vara mer linjär och simplare jämfört med handlingen i Batman v Superman: Dawn of Justice.

### Musik
I mars 2016 uppgav Hans Zimmer, som skrivit musiken till både Man of Steel och Batman v Superman: Dawn of Justice, att han officiellt hade pensionerat sig från superhjältefilmer. I juni samma år blev han ersatt av Junkie XL, som skrev och komponerade musiken till Dawn of Justice tillsammans med Zimmer. I juni 2017 tillkännagavs det att Danny Elfman skulle komponera musiken till filmen.

## Premiär
Justice League hade biopremiär i USA den 17 november 2017.

## Uppföljare
En uppföljare planerades att släppas den 14 juni 2019.